# 울트라사우리푸스
울트라사우리푸스(Ultrasauripus ungulatus)는 용각류 울트라사우루스의 발자국 화석으로, 경상북도 의성군 금성면 제오리의 화석산지 등에서 발굴되었다. 발굽한외룡, 발굽울트라룡, 울트라룡이라고도 한다.